# Rue de Tauride

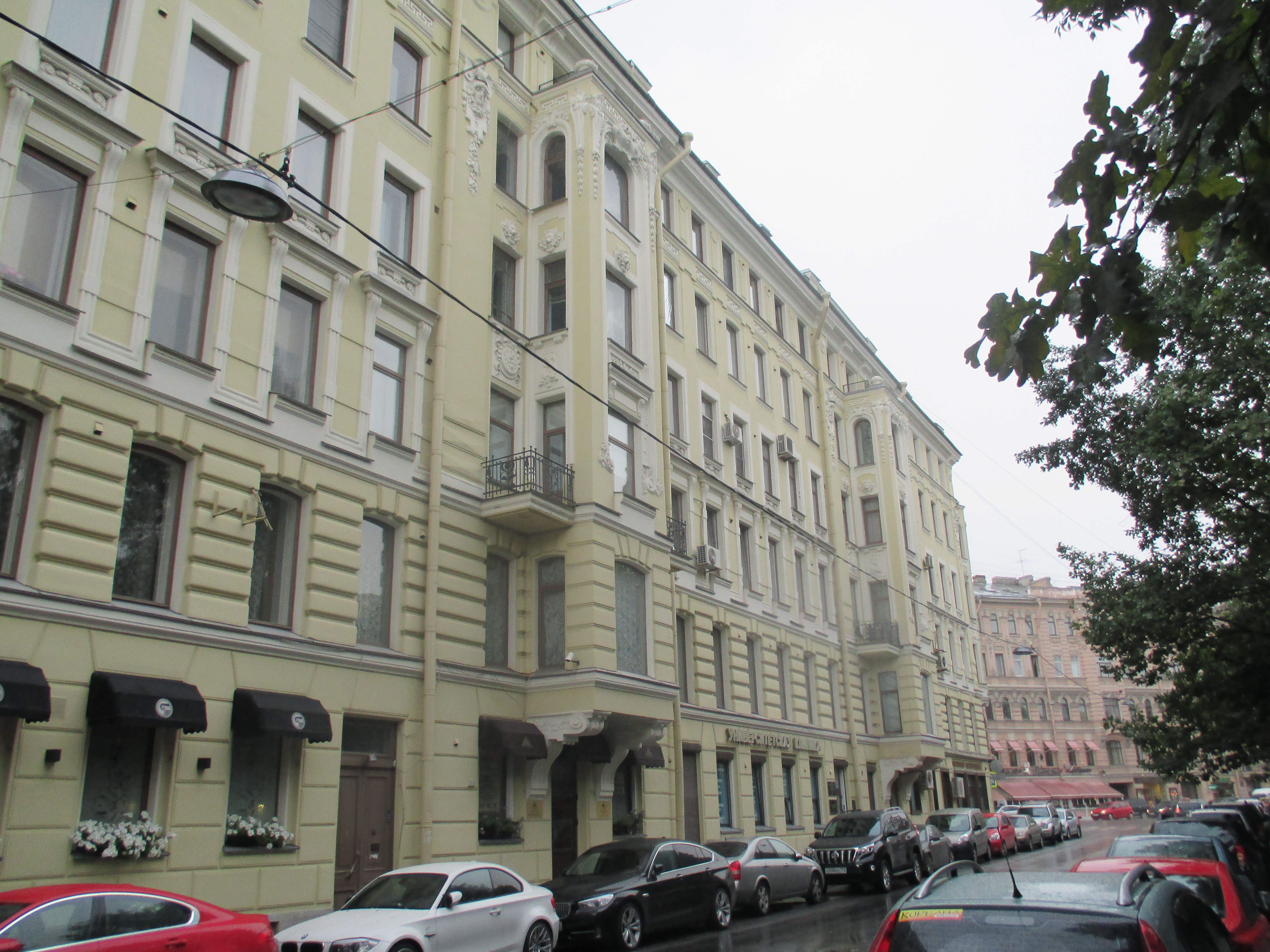
Début de la rue.

La rue de Tauride, ou rue Tavritcheskaïa (en cyrillique: Таврическая улица), est une rue du district central de Saint-Pétersbourg en Russie. Elle doit son nom à la Tauride (nom antique de la Crimée actuelle) à cause du jardin de Tauride qu'elle longe en partie et du palais de Tauride à proximité. Ce palais rappelle le titre de prince de Tauride donné à Potemkine par la grande Catherine. Avant la révolution d'Octobre, elle se situait dans un quartier destiné à la haute bourgeoisie. À l'époque de l'URSS, les appartements de cette rue était souvent attribués à des familles d'officiers. Depuis la chute de l'URSS, la rue de Tauride est devenue une rue prisée.
La rue de Tauride démarre à la perspective Souvorov (Souvorovsky prospekt) et se termine rue Chpalernaïa. Elle coupe les rues Zaïatchi, Kirotchnaïa et le passage Marinski, puis la rue de Tver (Tverskaïa) avant de se terminer rue Chpalernaïa. La station de métro la plus proche est Tchernychevskaïa.

## Historique

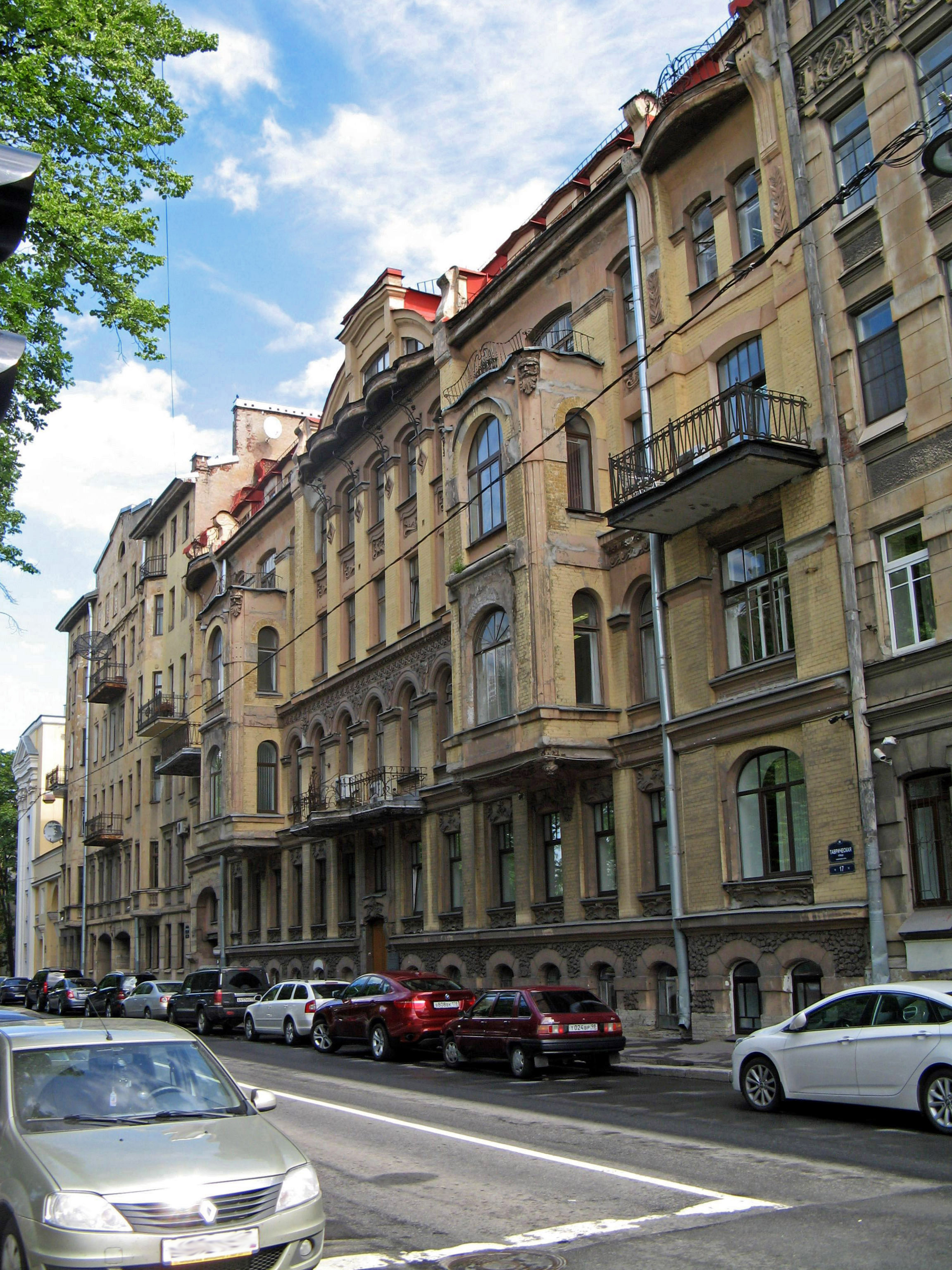
Immeuble au n° 17.

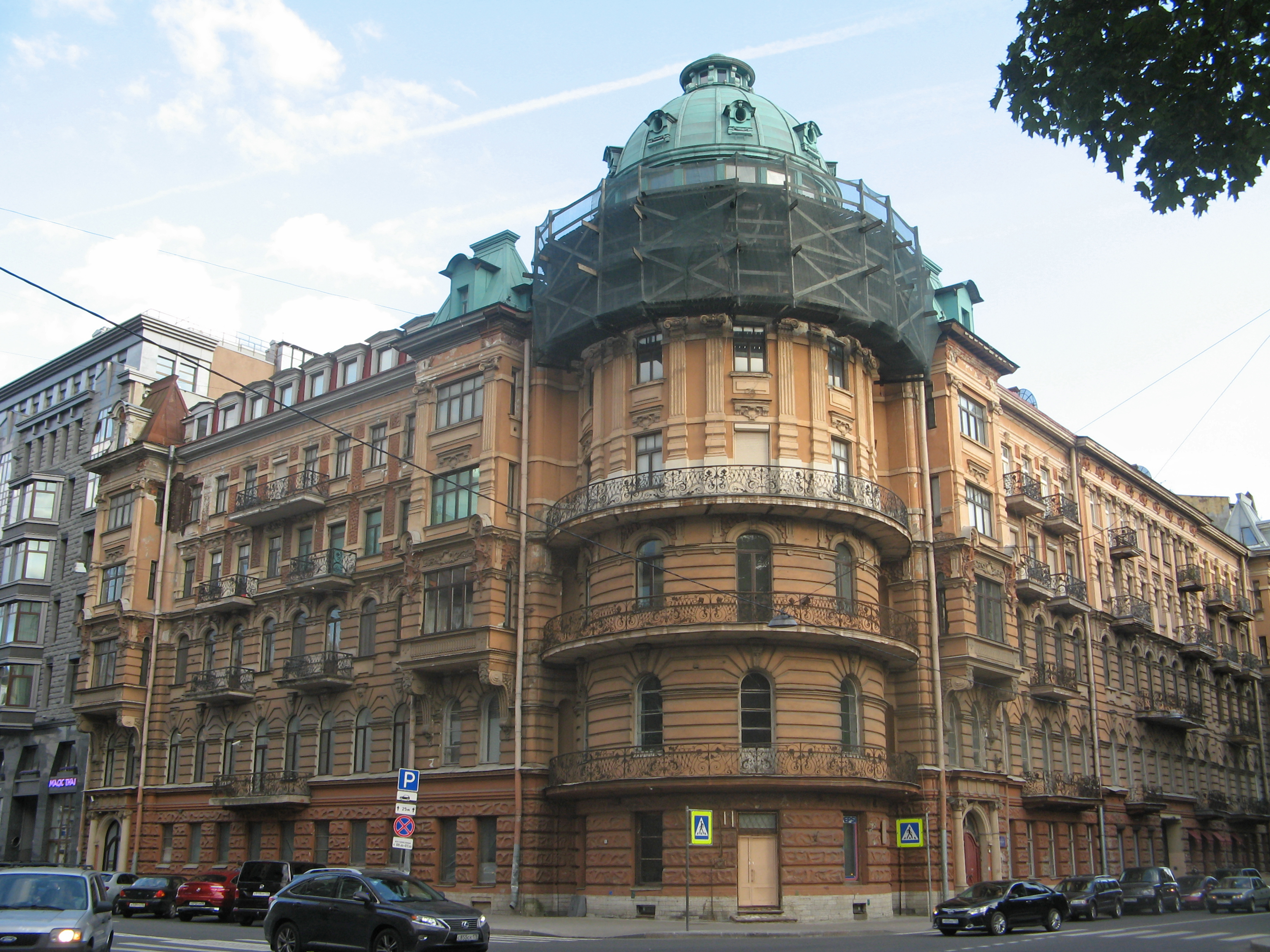
Immeuble de la Tour au n° 35, où vécut Ivanov.

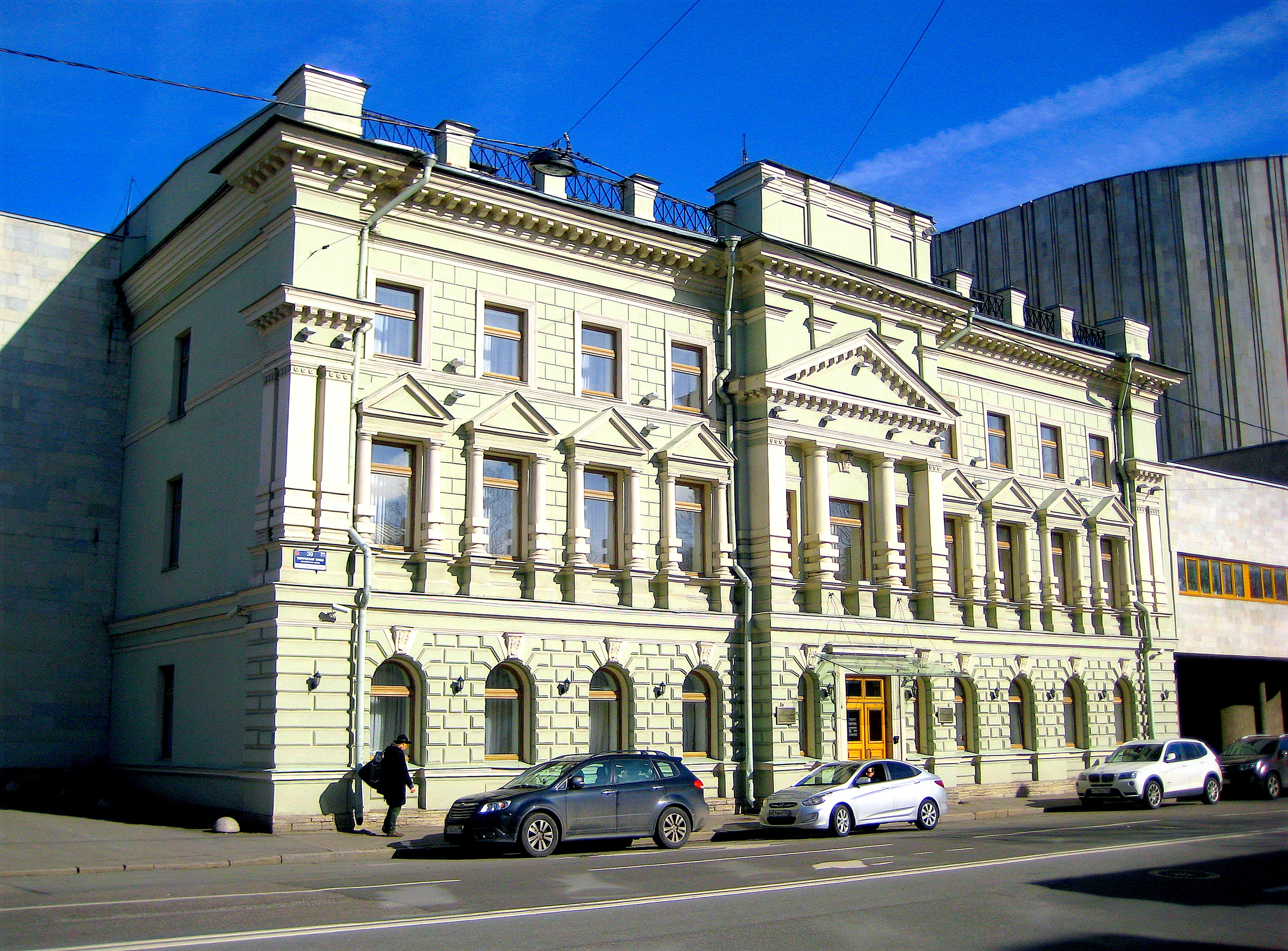
Hôtel particulier Obolianinov au n° 39.

Cette rue a été percée au milieu du XVIIIe siècle et le côté impair de la rue du numéro 3 au numéro 17 a été construit au début du XXe siècle (1909-1915) par l'architecte Alexandre Khrenov qui bâtit des immeubles de rapports aux grands appartements destinés à la haute bourgeoisie. Le numéro 8 est un ancien pavillon du palais de Tauride construit en 1906-1907 par Alexandre von Hohen.
La maison d'angle au numéro 35 (immeuble construit en 1903-1904 par M. N. Kondratiev) est couronnée d'une tourelle surmontée d'une coupole; c'est ici que vécut entre 1905 et 1913 le poète et philosophe Viatcheslav Ivanov qui louait un appartement au dernier étage (« la tour Ivanov »), où il réunissait poètes et artistes au sein des mercredis d'Ivanov. L'atelier d'Ielizaveta Zvantseva se trouvait aussi dans cet immeuble de 1906 à 1908. L'écrivain Alexis Tolstoï y vécut aussi.

## Dénominations
La rue s'est appelée rue du Jardin (Sadovaïa oulitsa) de 1821 à 1859 avant de prendre son nom actuel jusqu'en 1918. Elle s'est alors dénommée rue Sloutski pour reprendre son nom actuel en 1944.

## Source
- (ru) Cet article est partiellement ou en totalité issu de l’article de Wikipédia en russe intitulé « Таврическая улица (Санкт-Петербург) » (voir la liste des auteurs).